# Volkssturmgewehr 1-5

Volkssturmgewehr 1-5 ("fuzil de assalto do povo" em alemão) foi uma espingarda semiautomática calibre 7.92×33mm Kurz desenvolvida pela Alemanha Nazista durante a Segunda Guerra Mundial. Foi designada para serviço na Volkssturm, e produzida durante fevereiro e março de 1945, em aproximadamente 10.000 unidades. Durante esse período foi utilizada pela Volkssturm na Batalha de Berlim.
Também é conhecida pelos nomes VG 1-5, Volkssturm-Gewehr 1-5, Versuchs-Gerät 1-5 e "Gustloff".